# 青海站 (新潟縣)
青海站（日语：／ Ōmi eki */?）是位於日本新潟縣糸魚川市的鐵路車站。現時由越後心動鐵道（朱鷺鐵）所使用及管理，JR時期被降為無人站，並委託JR貨物作簡易委託化。越後心動鐵道接手後，曾一度將其恢復為有人站，亦重新裝設售票機，但現時已改回為無人站。
本站與親不知站和市振站三站，同樣都位於著名地質景點親不知懸崖沿岸。
日本貨物鐵道亦有在此設站，不過卻是採用線外貨運站（ORS，Off-Railway Station）模式，以非鐵道運送方式（如貨櫃車）運送貨櫃至最近的鐵路貨物站。本站在地域上雖屬新潟縣，本應由關東分社管理，但基於1987年國鐵分割民營化的車站劃分被歸入於JR西日本的區域，因此貨物站亦歸關西支社管理，與其他新潟縣貨物站分離。

## 車站結構
現時使用中的站舍為第2代，建於1968年，當年已經將整個車站大堂建於跨線天橋上，是最早期的橋上車站之一。天橋橫跨整個月台及貨物路線路軌，並於月台的南、北兩側各設有出入口；其中北口併設於樓高3層的水泥建築物，最上層為通過層，並接續至建築物外的獨立樓梯返回路面，地下及二樓兩層，則與隔離另一座2層高的水泥建築物，同樣用作JR貨物的辦工地點。南側方面，天橋一直伸展至貨物月台外圍後，再分開左、右兩側樓梯返回地面，所以整個車站共設有3個出入口。
併設服務櫃位及驗票窗口的站務室設於1、2號月台樓梯口的前方，旁邊為閘口，並設有舊式驗票櫃台。
共設有2座島式月台，但只有近站舍的1個為客運用台，另1個則只供JR職員使用，一般乘客不能進入月台及所屬樓梯範圍。其中1、2號為上下本線；3、4號月台以及南側的貨車線均為側線，全由上行路軌兩端接引出來；下行路軌旁亦設有頭端式側線1條，是以往貨物列車停靠的線道，現在為保線機車專用路軌。
越後心動鐵道
月台有效長度可達11輛，但標記上卻只顯示為10輛，靠向親不知站方向的末端因處於行人天橋後方，無法通行，而向糸魚川站方向最前的約1節長度為緩衝區。所有列車均依靠行人天橋口靠泊，月台上佈置非常簡單，只有在由天橋口起約半節，以及整個第3節位置設有上蓋外，但再沒有其他的配套設置，包括候車座椅或販賣機也沒有設置。至於3、4號月台均為全露天配置，不設有站牌或上蓋。
JR貨物
實際涵蓋範圍包括了由3、4號月台的南側所有線道，另外在更南端，靠近清源寺、青海幼稚園及青海小學校的多線道貨物調度場，所有貨櫃現時均停放在調度場範圍內，亦是ORS貨櫃車發車的地方。由於現時沒有定期列車使用，3、4號月台及旁邊的側線均沒有實質用途，而調度場內的線道日常也沒有貨物列車到達，日常運作只會使用靠近馬路旁的空地作貨櫃停放、作業區域及貨櫃車通道。現時提供每日2來往富山貨物站的貨車班次。

### 月台配置
| 月台 | 路線             | 方向             | 目的地             |
| ---- | ---------------- | ---------------- | ------------------ |
| 1    | ■日本海翡翠線    | 下行             | 糸魚川、直江津方向 |
| 2    | ■日本海翡翠線    | 上行             | 泊、高岡、金澤方向 |
| 3、4 | （停用，關閉中） | （停用，關閉中） | （停用，關閉中）   |

## 歷史
- 1912年10月15日：日本國有鐵道北陸本線泊～本站開業，終點站。
- 1913年4月1日：北陸本線延伸至糸魚川，改為中途站，北陸本線全通。
- 1922年2月3日：一列列車在親不知～本站間的勝山隧道西側出口因發生雪崩而出軌，導致90人死亡，包括列車上一批鐵路除雪作業員，稱為「北陸線列車雪崩事故（日语：北陸線列車雪崩直撃事故）」。
- 1965年9月30日：泊～糸魚川間交流電化。
- 1966年10月1日：新潟→青海準急列車「姬川」開始運行（直江津起為普通列車）。
- 1968年8月：第2代橋上車站啟用。
- 1969年10月1日：急行「姬川」青海～新潟間開始運行。柏崎～新潟間經越後線前往。
- 1982年11月15日：急行「姬川」廢止。
- 1984年2月1日：除専用線發車外，其他貨物提取服務取消。
- 1985年3月14日：手提貨物提取服務取消。
- 1987年4月1日：國鐵分割民營化，成為西日本旅客鐵道（JR西日本）車站。
- 1988年3月13日：設置貨櫃月台。
- 2008年3月15日：定期貨物列車設定廢止。青海ORS開設，改以貨櫃車運送。
- 2015年3月14日：北陸新幹線開業，改交由越後心動鐵道接管及復恢站員配置[2]。
- 2019年3月30日：改為完全無人站[3][4][5]。

## 利用人數
| 乗車人員推算 | 乗車人員推算 | 乗車人員推算 |
| 年度         | 1日平均人數  |              |
| ------------ | ------------ | ------------ |
| 2004         | 232          |              |
| 2005         | 220          |              |
| 2006         | 229          |              |
| 2007         | 221          |              |
| 2008         | 209          |              |
| 2009         | 182          |              |
| 2010         | 175          |              |
| 2011         | 163          |              |
| 2012         | 168          |              |
| 2013         | 175          |              |
| 2014         | 141          |              |
| 2015         | 152          |              |
| 2016         | 148          |              |
| 2017         | 150          |              |
| 2018         | 137          |              |
| 2019         | 131          |              |
| 2020         | 118          |              |
| 2021         | 108          |              |
| 2022         | 103          |              |
| 2023         | 112          |              |

## 軼事
2024年夏季，糸魚川市內接連發生多宗金錢詐騙事件，9月5日晚上，一名操關西話的男子致電「小型的士糸魚川」作預約，打算由本站前往富山縣的黑部站，然而該名男子卻無法正確讀出「青海」的讀音，再加上屬晚間跨縣車程，遂引起接線生的懷疑，於是一方面致電糸魚川警察署報告，同時也致電同業「糸魚川的士」查詢是否有收到類近的預約電話。不久之後，糸魚川警察署亦收到來自「糸魚川的士」有關可疑預約的報告，便派警員趕到車站並發現該名男子，查問後發覺他先前向一名80代的老人騙取並持有200萬日圓現金，遂以「涉嫌干犯特殊欺詐罪」將該名36歲、住在大阪市的男性疑犯拘捕。

## 相鄰車站
越後心動鐵道
■日本海翡翠線
■急行1、2號
通過
■急行3、4號、■普通、■愛之風富山鐵道線普通
親不知－青海－糸魚川

## 外部連結
- 越後心動鐵路 青海站